# (5645) 1990 SP
1990 أس بي (ويعرف أيضًا باسم (5645) 1990 أس بي وفق تسمية الكوكب الصغير) (بالإنجليزية: 1990 SP)‏ هو كويكب ضمن حزام الكويكبات؛ وترتيبه 5645 من حيث الاكتشاف.
اكتُشف هذا الجُرم الفلكي بواسطة روبرت إتش ماكنوت في 20 سبتمبر 1990.

## وصلات خارجية
- (5645) 1990 SP في قاعدة بيانات مختبر الدفع النفاث لأجرام النظام الشمسي الصغيرة

- الاكتشاف · مخطط المدار ·  العناصر المدارية · المعلمات المادية

- (5645) 1990 SP على موقع ويكي سكاي: DSS2, SDSS, GALEX, IRAS, Hydrogen α, X-Ray, Astrophoto, Sky Map, Articles and images